# SHERLOCK（シャーロック）
『SHERLOCK（シャーロック）』（英語: Sherlock）は、2010年7月から放送されている、アーサー・コナン・ドイルの小説『シャーロック・ホームズ』シリーズを翻案したイギリス・BBC製作のテレビドラマ。

## 概要
舞台を21世紀のイギリスに置き換え、自称「コンサルタント探偵」であるシャーロック・ホームズがスマートフォンやインターネットといった最新機器を駆使して事件を解決する様を描く。各エピソードはドイルの原作を下敷きとしている。
| シリーズ | シリーズ | Ep. | 英国放送日             |
| -------- | -------- | --- | ---------------------- |
|          | 1        | 3   | 2010年7月25日 - 8月8日 |
|          | 2        | 3   | 2012年1月1日 - 1月15日 |
|          | 3        | 3   | 2014年1月1日 - 1月12日 |
| 特別編   | 特別編   | 1   | 2016年1月1日           |
|          | 4        | 3   | 2017年1月1日 - 1月15日 |

シリーズ1（全3回）は2010年7月25日から8月8日までイギリス・BBC Oneで放送された。日本では2011年8月22日から24日までNHK BSプレミアムで放送後、2012年にはAXNミステリーで放送された。また2013年1月にはNHK総合でも放送され、日本国内では地上波初放送となった。
シリーズ4の本編全3話は2017年1月1日から15日にかけてBBC Oneで放送され、第3話はイギリスやアメリカの映画館でも限定公開された。日本では2017年7月8日から22日にかけてNHK BSプレミアムで放送された。
2016年3月31日から2022年5月31日までNetflixで配信（シーズン4のみU-NEXT、FODで先行配信の後、Netflixで配信）。
2022年6月2日から2024年12月31日までAmazon Prime Videoで配信。

## あらすじ
21世紀、陸軍の軍医としてアフガン戦争に従軍したジョン・ワトソンは、戦傷によりイギリス本国に送還され、トラウマを抱えたままロンドンで苦しい心身両面のリハビリ生活を送っていた。そんな中、研修生時代の古い知り合いから、自分と同じく家賃軽減の為のルームメイトを探している男を紹介される。
ルームメイトになった男・シャーロック・ホームズは、偏屈な「高機能社会不適合者」でありながら、きわめて頭脳明晰な自称「世界で唯一のコンサルタント探偵」であった。彼はスマートフォンやGPSといった現代の技術を駆使し、周囲の人々を戸惑わせながらもその天才的なひらめきと推理力で、ジョンと共に数々の事件を解決していく。

## 登場人物
※括弧内は日本語吹き替えキャスト。

### 主役

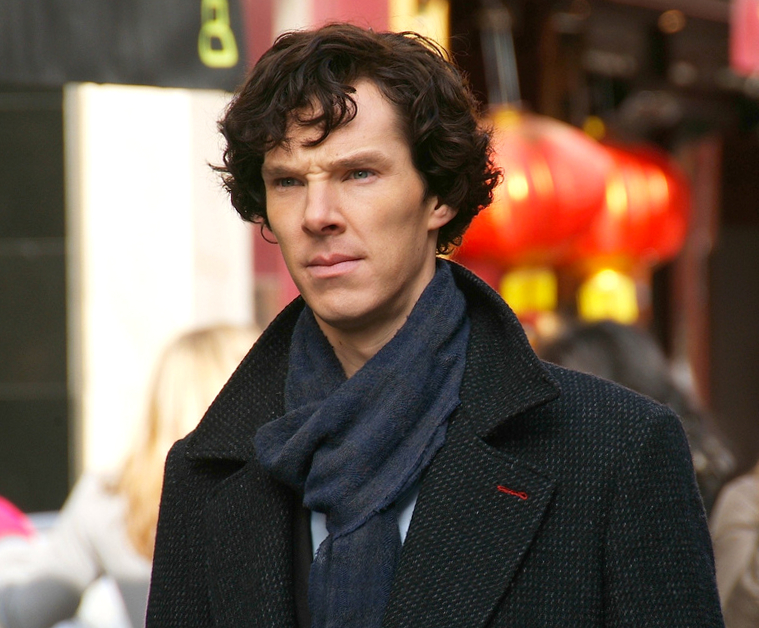
撮影中のベネディクト・カンバーバッチ（2010年）

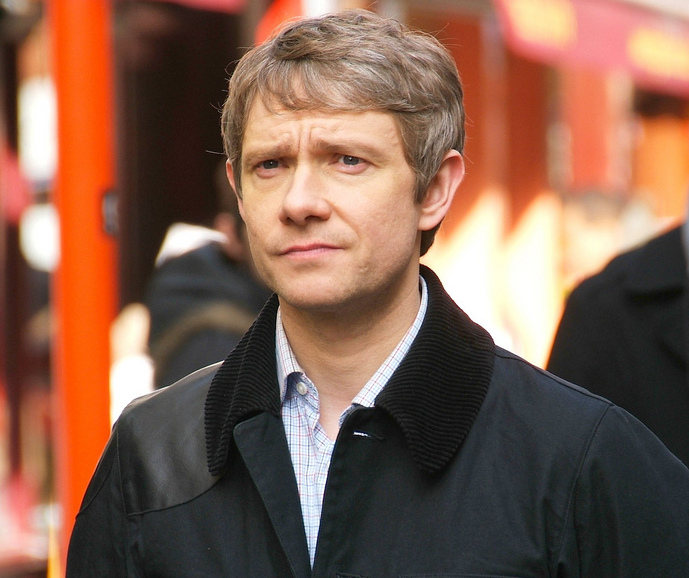
撮影中のマーティン・フリーマン（2010年）

シャーロック・ホームズ

演 - ベネディクト・カンバーバッチ（声・三上哲）
背が高く、暗い色の巻き毛で痩せ型の男。わずかな事柄から物事を類推することを非常に得意とし、みずからを「世界で唯一のコンサルタント探偵」「高機能ソシオパス」（英: High-functioning Sociopath、吹き替えでは「高機能社会不適合者」、字幕では「社会病質者」とも訳される）と呼ぶ。スコットランド・ヤードが解決困難と判断した殺人事件を謝礼金・支給交通費なしで請け負う。自分を満足させる事件がないとき、特に依頼が来ない暇なときは拳銃を乱射したり、銛を振り回したりといった常軌を逸した行動をとる。
頭脳明晰だが周囲を小馬鹿にして、何事も自身を基準に考える。友人は数少ないことが示唆される。
「自身は仕事と結婚している」と言い、恋愛を軽蔑している。検視官のモリー・フーパーに恋愛感情を抱かれているが、それを知りつつあえてその気があるように振る舞い、情報を得ている。
原作小説では移動手段に辻馬車を利用していたが、現代版になるにあたりタクシーに置き換わっており、ほとんどのエピソードでタクシーを利用している。ただしシーズン2第2話では調査で向かったダートムーア内での移動手段にレンジローバーを使用しており、シャーロック自身が運転している珍しいシーンを見ることができる。
「マインド・パレス（精神の宮殿）」という記憶法を用いており、各地の地理や地質そして天気、細菌や暦などに関して非常に深い知識を持っている。またロンドンの道路について、一方通行などの情報も含めて詳しい。その一方で、テレビ番組や出演タレントのゴシップ、地動説など興味を持たない分野への知識がまったくない。またグラフィティ・アートを描く少年やホームレスのネットワークを「眼と耳」として利用している。
シーズン2の最終回でマスコミを誘導したモリアーティの謀略により警察から追われ、モリーが勤務する聖バーソロミュー病院の屋上からジョンの見ている前で飛び降り自殺する。直後に駆け寄り脈を確認したジョンにより死亡は明らかだったが、これは兄のマイクロフトとモリーの協力で行われた偽装であり、モリアーティの犯罪組織を解体するため各国を巡り2年で完遂。ロンドンに帰還する。
シーズン3では帰還後に一時仲違いしたジョンの結婚式で「ベストマン」を務め、ジョンがシャーロックを親友とみなしていることに感銘を受け「何があっても僕が君達を守る」という誓いを立てる。しかしこの誓いが原因でシャーロックはある決断を迫られる。
服装や持ち物は非常に高価なブランド品が多い。シーズン1ではBlackBerryのスマートフォン・BlackBerry Bold 9700とVAIOのパソコンを使用するが、シーズン2ではiPhone 4とMacBook Proに機種変更する。喫煙者であるが、禁煙のためにニコチンパッチ依存症であることがシーズン1では描かれている。兄のマイクロフトとの関係はひどい状態だが、必要に応じ情報交換を行っている。
シーズン3の最終回で自身のフルネームがウィリアム・シャーロック・スコット・ホームズであるとジョンに明かす。
シーズン4では、今までマイクロフトの手によって隠されていた妹の存在を認識し、それと同時に、みずからの親友であった海賊ごっこの盟友・赤ひげが、妹の手によって殺された事実を知る。親友の死にショックを受け、シャーロックは暗く冷徹になり、親友の赤ひげを犬だと思い込み、記憶をすり替える。それをすべてマイクロフトは知っており、妹の生存を、シャーロックのみならず、両親にも隠し続けていた。しかし、第2話の事件により自分に妹がいたかもしれないと思い、マイクロフトを騙して確証を得る。その後、兄とジョンとともに、妹が長らく収監されている孤島の刑務所・シェリンフォードへ上陸。しかし、そこはすでに妹の手中に落ちており、三人は閉じ込められるも、シャーロックが機転を利かせてどうにか脱出。一連の事件により大きなショックを受けるものの、ワトソンの支えなどもあり、最終的に和解。一緒にバイオリンを演奏する。
ジョン・ヘイミッシュ・ワトソン

演 - マーティン・フリーマン（声・森川智之）
シャーロックの同居人にして相棒となる人物。シャーロックと比べると背が低く、髪は金髪。日常的な買い物やさまざまな請求書の支払いをシャーロックがいっさいしないので仕方なく担当する。また事件の捜査に同行し、周囲に気を遣うことのない彼のフォローに回る。当初シャーロックをゲイと思い、周囲からの「シャーロックとジョンは付き合っている」という誤解を嫌がる。
キングス・カレッジ・ロンドンで医学を学び、バーツ（英: Barts、聖バーソロミュー病院の通称）に勤務したあと、アフガン戦争に軍医として3年派遣された。カンダハール、ヘルマンドで従軍したと語っている。派遣時の所属はロイヤル・ノーサンバーランド・フュージリアーズで、階級は大尉だった。戦地で左肩に銃創を負ったため送還されるが、PTSDに悩まされ左手の断続的な痙攣と右脚を上手く動かすことができなくなり、杖をついて生活していた。定職につくこともできず物価の高いロンドンでの生活をやめようとしていたときに研修医時代の友人スタンフォードと再会し、彼の紹介でシャーロックと出会うことになる。シャーロックと一緒に行動することで症状は改善され、シーズン1の第1話後半で杖なく歩けるようになり、第2話以降は杖を使わない。
誠実かつ勇敢で惚れっぽい。シャーロックと違い警察との関係も良く、シャーロックからの高い信頼を得るようになる。FN ブローニング・ハイパワーを所持し、射撃はシャーロックに名手と呼ばれるほどの腕前である。道徳心も持ち合わせ、シャーロックと一度会っただけのときに、彼のもとでスパイをするようマイクロフトに頼まれるが断る。
シーズン1ではルームシェアを始めて以降も金銭的に困っていることは変わらず、近所の病院で働く。そこで上司の医師サラ・ソーヤーと出会い交際する（ただしシーズン2の時点でサラとは破局している）。
シーズン1、2ともに関わる女性の多くに興味を示す。そのため、シャーロックと同性愛の関係に見られることを嫌がる。
シーズン2ではシャーロックの個人秘書のような立場となり、医師として働いている様子は見られなくなる。サラ以降も何人もの女性とデートを重ねていることが明らかになる。
シーズン3ではシャーロックの死にショックを受け、なんとか立ち直るまで彼に寄り添っていたメアリーと交際する。そんな中シャーロックが帰還し、ジョンは彼が偽装計画をいっさい話さなかったことに激怒して一度は仲違いするが、ふたたび彼とともに事件を解いていくことになる。最終話ではメアリーに関するある事件に巻き込まれ、新たな転機を迎える。
ユニクロのジーンズを愛用し、姉のお下がりのNokia N97（パイロット版ではiPhone 3GS）を使用。姉のハリエット（愛称ハリー）とは彼女のアルコール依存症と離婚が原因で関係が悪化している。

### スコットランド・ヤード
グレッグ・レストレード警部
演 - ルパート・グレイヴス（声・原康義）
シャーロックに捜査を依頼する刑事。性格に難があるシャーロックに対しては、その有能さから仕方なく依頼しているものの、ほかの同僚たちと違い露骨な敵意は抱いてない。だが証拠を持ち去られたり、警察手帳をすられたりすることには不満を抱く。ニコチンパッチの使用者。モリアーティにはシャーロックの数少ない友人のひとりとみなされ、本人が気づかないうちに人質に取られる。
シーズン3では死んだと思っていたシャーロックの帰還を涙ぐみつつ歓迎し、彼が緊急メールを発すると取り掛かっている事件を放り出して駆けつけるが、シャーロックはレストレードのファーストネームをいつも間違える。
フィリップ・アンダーソン
演 - ジョナサン・アリス（声・内田岳志）
鑑識官で、シャーロックとは互いに軽蔑しあう関係。妻がロンドン市内から外出している際、サリーと不倫している。シーズン2ではシャーロックを犯人扱いするサリーに加担する。
シャーロックの「自殺」以降はその罪悪感から海外の難事件解決をシャーロックの生存と結びつける暴走ぶりから失職する。さらには、私設ファンクラブ「空（から）の霊柩車」で会員達とシャーロック自殺の真相を議論し、偽装の経緯について見当外れな仮説を立ててはレストレードにシャーロック生存を訴える。これらの経緯を経て、シーズン3ではモリーとともにシャーロックの「マインド・パレス」に現れる。
サリー・ドノヴァン
演 - ヴィネット・ロビンソン（声・三鴨絵里子）
巡査部長。アンダーソンと同じくシャーロックを軽蔑し、面と向かって「変人」と呼びかける。ジョンに、シャーロックはサイコパスであり、いつか退屈さを理由に殺人犯を捕まえる方から殺人を犯す方になるのではないかとたびたび警告する。シャーロックの「自殺」と捜査の誤りからマスコミのバッシングに遭うが、アンダーソンと異なりシーズン3でも解職には至っていない。

### その他
ハドソン夫人
演 - ユーナ・スタッブス（声・谷育子）
ベーカー街221Bの家主。1階に住んでおり2階をシャーロックとジョンに貸している。彼女の夫がフロリダ州の未解決事件の犯人であるとシャーロックが突き止め、死刑を確定させたことから知り合いになる。「家主であり家政婦ではない」と何度も言うが、2人に対し面倒を見て夕食を作ったりもする。また、女性に対する扱いが冷淡なシャーロックに唯一温かく接せられている女性でもあり、彼女もモリアーティからシャーロックの友人のひとりとして目をつけられる。
ストーリーに直接関係しないが、「元夫が麻薬王（自身のことは会計係と言っている）」、「221B横のサンドイッチ店の店員と交際しているが浮気が発覚し破局」（シーズン2第2話）、「インターネットにストリップの映像が載っている」（シーズン3第3話）など隠された謎の私生活があるようで、これらをしばしばシャーロックに気づかれる。
マイクロフト・ホームズ
演 - マーク・ゲイティス（声・木村靖司）
シャーロックの兄。初登場時は正体を明かさずジョンを誘拐し、弟のスパイをして欲しいと要求している。シャーロックとの関係は悪く、体重の増減が激しいことを馬鹿にされる。だがその頭脳は弟以上に明晰で、推理力も上回っており、シャーロックは「危険な男」と評する。スマートフォンはBlackBerry Torch 9800を使用。
「英国政府の小さな地位」にあると言うが、街中の監視カメラを勝手に動かせたり他国の大統領選を操作できたりと、本人が言う以上に大きな権力を握っていることを仄めかす。個人秘書のアンシアと行動をともにしている。
特定の部屋以外では口を開いてはいけないという規則を持つ秘密クラブ「ディオゲネス・クラブ」の会員である。
モリアーティを危険視し、尋問を行うものの犯罪の尻尾を掴めずに釈放する。シャーロックの半生を彼に語ったことが弟の窮地を招く原因となる。しかしシーズン3ではこれもモリアーティの地下組織壊滅のためにシャーロックとともに敢えて仕掛けたトラップだったことが語られる。
シーズン3第3話ではシャーロックの処遇を巡り国家レベルの事案に関与する。
シーズン4では、シャーロックに、両親にさえ死んだと伝えていた妹の存在を感づかれ、しかたなくシェリンフォード（妹が収容されている孤島の監獄）へ連れていく。そこで妹の策略に嵌り監禁されるものの、シャーロックの機転により無事に助け出され、最終的にはシャーロックや妹、その他両親たちとも和解する。
モリー・フーパー
演 - ルイーズ・ブリーリー（声・片岡身江）
聖バーソロミュー病院のモルグに勤める法医学者。シャーロックに片思いをしており、彼が死体を調べられるようにみずからの立場を利用してたびたび便宜を図っている。シャーロックは「化粧をしないと地味な顔」と評する。ボーイフレンドのジムの正体が実はモリアーティだと知らずに交際していたこともある。シャーロックには化粧や服装で中傷に近い言動を受けることも多いが、シーズン2において彼女もジョンたちと同じく仲間のひとりとして認識され、重要な役割を担う。
シーズン3では、第1話でシャーロックと喧嘩したワトソンの代役で事件現場に赴き、以前よりも親交を深めた様子が描かれるものの、シャーロック似の婚約者をシャーロックたちに紹介する。また第3話ではシャーロックのマインド・パレスにも登場する。
アイリーン・アドラー
演 - ララ・パルヴァー（声・永島由子）
王族や上流階級の男女を相手にしたBDSMサービス提供を仕事としている女性。国家や政府に関わる秘密を抱えており、言動は支配的。
「バッキンガム宮殿の主」から依頼を受けてアイリーンの所有するVertuのスマートフォンのデータを入手しようとしたシャーロックを、一度は推理の面でも肉体的にも完全に打ち負かす。その後、シャーロックに対して何度も誘いのメールを送り続けるが、シャーロックは返信しない。シャーロックへのメールにはBlackBerry Pearl 3G 9105を使用。自身が持つ切り札をシャーロックに見破られたことで命の危機に晒され、逃亡生活を送るはめになる。シーズン3では、シャーロックのマインド・パレスに登場する。
ジム・モリアーティ
演 - アンドリュー・スコット（声・村治学）
「世界で唯一のコンサルタント犯罪者」を自称する男。全話の事件の犯人に資金・情報を提供する首謀者であるがみずからの手を汚すことを嫌う。シャーロックに強い興味を持ち、また興味がなくなればすぐにでも殺すつもりだと言う。本作の主要人物は年齢設定が比較的原作に近いが、彼のみ設定が青年となっており、原作の長身痩躯の老人とはかけ離れている。
シャーロックは「蜘蛛のような存在」と評し、犯罪という糸を巡らし、自分は動くことなく悪事をやってのける天才。
頭脳だけでなく演技力にも非常に長けている。シーズン1では同性愛者のふりをして正体を悟られることなくシャーロックとジョンの前に現れ、シーズン2では役者のリチャード・ブルックと名乗って思慮の浅い女性記者に接近し、被害者を装って彼女に捏造記事を書かせる。スマートフォンはHTC Incredible Sを使用。
その後、暗殺者をロンドンに集め、ジョンやハドソン夫人を人質に取ってシャーロックに飛び降り自殺を強要し、みずからも拳銃を咥えて「自殺」する。シーズン3の冒頭で、ブルックの逮捕が伝えられすべてが解決したと思われたが、シーズン3の最後に一般家庭のテレビや街頭テレビ・カーナビなどに "MISS ME?"（会いたかった）とメッセージを喋る演出（口元の部分だけが動く）を施した写真が流れだし、ラストシーンで振り向きざまに「会いたかった」とメッセージを残す。
シーズン４では、シャーロックの妹・ユーラス・ホームズに生前接触していたことが明かされ、ユーラスにたくさんのビデオやメッセージを残す。
サラ・ソーヤー
演 - ゾーイ・テルフォード（声・小林さやか）
ジョンが勤める病院の医師。ジョンの恋人。自己防衛のために多少戦うことはできる。シーズン2でジョンとニュージーランドへ旅行したあと、破局したとされる。
チャールズ・アウグストゥス・マグヌセン
演 - ラース・ミケルセン（声・森田順平）
ビジネスマンでありメディア王。シーズン3を通しての黒幕。西側諸国の著名人について、ありとあらゆる情報に精通し、個人情報を握ることで政治的影響力を持ち恐喝を行う。『犯人は二人』のチャールズ・オーガスタス・ミルヴァートンの現代版。個人情報の宝庫ともいえる大邸宅「アップルドア」を保有し、シャーロックと交渉することになる。
メアリー・モースタン
演 - アマンダ・アビントン（声・石塚理恵）
シーズン3よりジョン・ワトソンの交際相手として登場し、妻となり懐妊する。しかし、彼女はある秘密についてマグヌセンに脅迫されていた。
その秘密についてすれ違いから破局を迎えそうになるが、ジョンが彼女を受け入れて許したことから本当の意味で夫婦となる。この時に表面にA.G.R.A.と書かれた、彼女の秘密を記したUSBメモリを渡すが、ジョンは暖炉に放り込み処分する。
シャーロックの両親
演 - ティモシー・カールトン（父）、ワンダ・ヴェンサム（母）（声・こねり翔、宮沢きよこ）
シャーロックとマイクロフトの両親。

## エピソードリスト
※放送日はイギリスがBBC One、日本がNHK BSプレミアムにおける初放送日。

### シーズン1（2010年）
| 通算                                                                          | エピソード | 邦題           | 原題             | 英国放送日    | 日本放送日    |
| ----------------------------------------------------------------------------- | ---------- | -------------- | ---------------- | ------------- | ------------- |
| 1                                                                             | 1          | ピンク色の研究 | A Study in Pink  | 2010年7月25日 | 2011年8月22日 |
| - 緋色の研究 "A Study in Scarlet"                                             |            |                |                  |               |               |
| 2                                                                             | 2          | 死を呼ぶ暗号   | The Blind Banker | 2010年8月1日  | 2011年8月23日 |
| - 恐怖の谷 "The Valley of Fear" - 踊る人形 "The Adventure of the Dancing Men" |            |                |                  |               |               |
| 3                                                                             | 3          | 大いなるゲーム | The Great Game   | 2010年8月8日  | 2011年8月24日 |
| - ブルースパーティントン設計書 "The Adventure of the Bruce-Partington Plans"  |            |                |                  |               |               |

### シーズン2（2012年）
| 通算 | エピソード | 邦題                     | 原題                      | 英国放送日    | 日本放送日    |
| --- | ---------- | ------------------------ | ------------------------- | ------------- | ------------- |
| 4 | 1          | ベルグレービアの醜聞     | A Scandal in Belgravia    | 2012年1月1日  | 2012年7月22日 |
| - ボヘミアの醜聞 "A Scandal in Bohemia"                                                                                     |            |                          |                           |               |               |
| 5 | 2          | バスカヴィルの犬         | The Hounds of Baskerville | 2012年1月8日  | 2012年7月29日 |
| - バスカヴィル家の犬 "The Hound of the Baskervilles" - 悪魔の足 "Devil's Foot"                                              |            |                          |                           |               |               |
| 6 | 3          | ライヘンバッハ・ヒーロー | The Reichenbach Fall      | 2012年1月15日 | 2012年8月5日  |
| - 最後の事件 "The Final Problem" 一部、プライオリー・スクール "The Priory School" - 犯人は二人 "Charles Augustus Milverton" |            |                          |                           |               |               |

### クリスマス・ミニエピソード（2013年）
| 通算 | エピソード | 邦題         | 原題               | 英国配信日     | 日本配信日   |
| --- | ---------- | ------------ | ------------------ | -------------- | ------------ |
| - | 0          | 幸せな人生を | Many Happy Returns | 2013年12月24日 | 2014年5月8日 |
| - シーズン3の前日譚を描いた約7分間のミニエピソード。2013年12月24日より、BBC iPlayer、BBC Red ButtonおよびYouTubeのBBC公式チャンネルで公開された。2014年5月8日からは、NHKオンライン「どーがステーション」およびYouTubeとニコニコ動画のNHK公式チャンネルで日本語字幕版が配信されていたが現在は配信終了しており、日本語字幕はYouTubeのBBC公式チャンネルからのみ視聴可能。 |            |              |                    |                |              |

### シーズン3（2014年）
| 通算 | エピソード | 邦題       | 原題              | 英国放送日    | 日本放送日    |
| --- | ---------- | ---------- | ----------------- | ------------- | ------------- |
| 7 | 1          | 空の霊柩車 | The Empty Hearse  | 2014年1月1日  | 2014年5月24日 |
| - 空き家の冒険 "The Adventure of the Empty House" - ※消えた臨時列車 "The Lost Special"                                                |            |            |                   |               |               |
| 8 | 2          | 三の兆候   | The Sign of Three | 2014年1月5日  | 2014年5月31日 |
| - 四つの署名 "The Sign of the Four"                                                                                                   |            |            |                   |               |               |
| 9 | 3          | 最後の誓い | His Last Vow      | 2014年1月12日 | 2014年6月7日  |
| - 最後の挨拶 "His Last Bow" - 犯人は二人 "The Adventure of Charles Augustus Milverton" - 唇のねじれた男"The Man with the Twisted Lip" |            |            |                   |               |               |

### 特別編（2016年）
| 通算 | エピソード | 邦題           | 原題                 | 英国放送日   | 日本劇場公開日 | 日本放送日   |
| --- | ---------- | -------------- | -------------------- | ------------ | -------------- | ------------ |
| 10 | 0          | 忌まわしき花嫁 | The Abominable Bride | 2016年1月1日 | 2016年2月19日  | 2016年5月9日 |
| - 舞台をヴィクトリア朝時代の19世紀のロンドンに移した特別編。日本では2016年2月19日に劇場公開された。 - タイトルの「忌まわしき花嫁」（The Abominable Bride）は、『マスグレーヴ家の儀式』の冒頭に登場する語られざる事件"Ricoletti of the club foot and his abominable wife."（内半足のリコレッティと忌まわしい妻）に由来する。 - 2016年5月9日、NHK BSプレミアムで、プレミアムシネマとして放送された。同局では、シーズン4の放送に合わせた2017年7月3日に再放送が行われる。 - 2016年7月17日には、AXNミステリーで字幕版がノーカット初放送されている。 |            |                |                      |              |                |              |

### シーズン4（2017年）
| 通算                                                    | エピソード | 邦題             | 原題                | 英国放送日    | 日本放送日    |
| ------------------------------------------------------- | ---------- | ---------------- | ------------------- | ------------- | ------------- |
| 11                                                      | 1          | 六つのサッチャー | The Six Thatchers   | 2017年1月1日  | 2017年7月8日  |
| - 六つのナポレオン "The Adventure of the Six Napoleons" |            |                  |                     |               |               |
| 12                                                      | 2          | 臥せる探偵       | The Lying Detective | 2017年1月8日  | 2017年7月15日 |
| - 瀕死の探偵 "The Adventure of the Dying Detective"     |            |                  |                     |               |               |
| 13                                                      | 3          | 最後の問題       | The Final Problem   | 2017年1月15日 | 2017年7月22日 |

## 受賞
英国アカデミーテレビ賞 (British Academy Television Awards)
- 2011年
  - 最優秀ドラマシリーズ賞 （シーズン1）
  - 最優秀助演男優賞 （ジョン・ワトソン役のマーティン・フリーマン）
- 2012年
  - 最優秀助演男優賞 （ジム・モリアーティ役のアンドリュー・スコット）

プライムタイム・エミー賞
- 2016年
  - 作品賞 （特別編「忌まわしき花嫁」）

## 製作
本作の特徴としてシャーロックの視線に映る証拠品や人物の状態がモーショングラフィックを使った字幕で表示される演出が挙げられる。これによりシャーロックが捉えた手がかりや情報が視聴者にも視覚的に伝わるよう描かれる他、シーズン3ではシャーロックが得た字幕情報の中に今後の展開の伏線が敷かれていた。この他登場人物がスマートフォンで送受信するメールのメッセージやパスワード入力の場面についても同様である。NHK放送版はこれらのフォローに字幕スーパーを使わず手描きのメッセージに至るまで日本語化表示しており、番組最後の吹き替え版クレジットでもキャスト/スタッフの記名にタッチパネル操作を模した動きを与えている。
また原作に目配せした設定もあちこちに登場する。例えばベーカー街221Bの階段は、原作と同じ17段に揃えられている。フラットの外観はノース・ガウアー・ストリート185番地で撮影されている。一方で、シャーロックとジョンがファースト・ネームで呼び合うなど、現代版ならではの変更も加えられている。
DVDおよびBlu-Ray Discにはシリーズ1第1話『ピンク色の研究』のパイロット版が収録されており、放送版までには画質、デジタルな視覚効果を絡めた編集の面で試行錯誤があったことを確認できる。モーショングラフィックを使った字幕演出はまだ考えられていなかった。
また、このドラマを制作するにあたり「原作に登場しない人物をメインキャラクターにしない」ことを念頭に置いていたが、パイロット版で序盤にわずかな出番しかなかったモリー役のルイーズ・ブリーリーが好演したため制作陣の心を掴み、モリーはメインキャラクターとしての地位を得ることになった。
各シリーズのラストは次シリーズへの引きで終わるクリフハンガーとなっているが、制作ペースは脚本の完成度を上げる目的もあって新作を毎年放送出来ないという（連続ドラマと比べれば）非常に遅いペースになっている。主演2名のハリウッド映画出演も撮影スケジュールの点で遅さに拍車をかけている。ゲイティスは2名の多忙さにより「シリーズ継続が困難である」と話し、シリーズ4での完結を示唆した。
シリーズ4の製作は2016年後半に予定されていたが、前倒しして同年4月から撮影が始まっている。また2016年7月には、サンディエゴで開かれたコミコン・インターナショナルのパネルにて、シリーズ4のキーワードが「サッチャー」「スミス」「シェリンフォード」（英: Thatcher, Smith, Sherrinford）と発表され、また新登場人物のトビー・ジョーンズなどが登場する予告動画も公開された。ベネディクト・カンバーバッチがタイトルロールを演じた2015年の舞台『ハムレット』にオフィーリア役で出演したシャン・ブルックが第1-2話で“エリザベス”を演じる。

## 日本での漫画化
日本の月刊青年漫画誌『ヤングエース』（KADOKAWA）で、以下のように漫画版が連載されている。脚本はマーク・ゲイティスとスティーヴン・モファット、作画はJay.が担当している。連載終了後は、カドカワコミックス・エースより単行本が発売されている。また、単行本は台詞などを英語にしたバイリンガル版も別途販売されている。
| タイトル                      | 連載 開始号・終了号 | 連載 開始号・終了号 | 単行本（通常版） 発売日・ISBN | 単行本（通常版） 発売日・ISBN | 単行本（通常版） 発売日・ISBN | 単行本（バイリンガル版） 発売日・ISBN | 単行本（バイリンガル版） 発売日・ISBN | 単行本（バイリンガル版） 発売日・ISBN |
| ----------------------------- | ------------------- | ------------------- | ----------------------------- | ----------------------------- | ----------------------------- | ------------------------------------- | ------------------------------------- | ------------------------------------- |
| SHERLOCK ピンク色の研究       | 2012年11月号        | 2013年8月号         | 2013年8月2日                  | 2013年8月2日                  | ISBN 978-4-04-120710-9        | 2015年6月10日                         | 2015年6月10日                         | ISBN 978-4-04-601118-3                |
| SHERLOCK 死を呼ぶ暗号         | 2014年1月号         | 2014年7月号         | 2014年6月7日                  | 2014年6月7日                  | ISBN 978-4-04-121127-4        | 2016年2月10日                         | 2016年2月10日                         | ISBN 978-4-04-601427-6                |
| SHERLOCK 大いなるゲーム       | 2014年12月号        | 2016年2月号         | 2016年2月10日                 | 2016年2月10日                 | ISBN 978-4-04-101686-2        | 2017年2月10日                         | 2017年2月10日                         | ISBN 978-4-04-601683-6                |
| SHERLOCK ベルグレービアの醜聞 | 2017年3月号         | 2021年9月号         | 上                            | 2019年7月4日                  | ISBN 978-4-04-105033-0        | 上                                    | 2019年12月21日                        | ISBN 978-4-04-604366-5                |
| SHERLOCK ベルグレービアの醜聞 | 2017年3月号         | 2021年9月号         | 下                            | 2021年12月3日                 | ISBN 978-4-04-112020-0        | 下                                    | 2022年6月24日                         | ISBN 978-4-04-605817-1                |